# Филандер

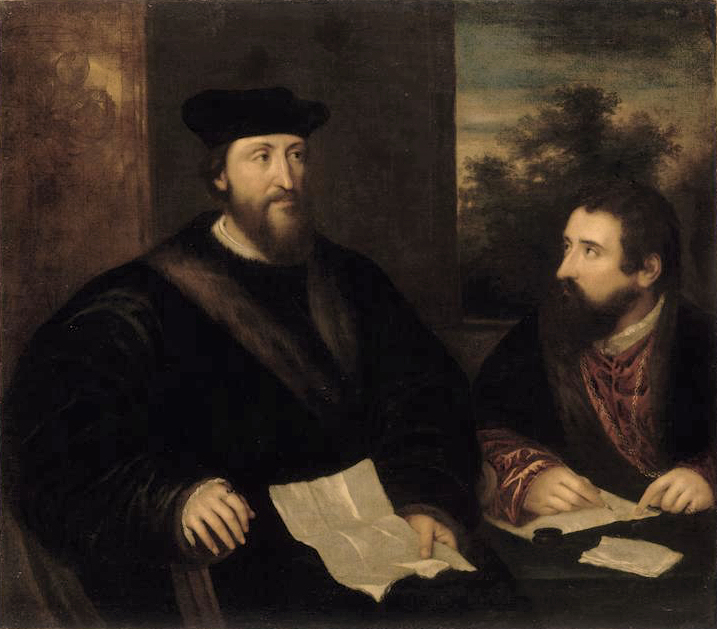
Жорж д’Арманьяк и Гийом Филандрие на портрете Тициана.

Гийом Филандрие (фр. Guillaume Philandrier, латинизированное Филандер; 1505, Шатийон-сюр-Сен — 8 февраля 1563, Тулуза) — каноник собора Нотр-Дам в Родезе, гуманист, комментатор Витрувия.
Был секретарём кардинала Жоржа д’Арманьяка, посла Франции в Венеции. Сопровождал его в Венеции и Риме, где учился под началом Себастьяно Серлио. Ему приписывают замысел фронтона западного фасада и хоров собора Нотр-Дам в Родезе.
Является автором комментариев к шедеврам античности, например «Риторическим наставлениям» Квинтилиана, но прежде всего — комментариев к «Десяти книгам об архитектуре» Витрувия, озаглавленных «In decem libros M. Vitruvii Pollionis de architectura annotationes» (Рим, 1544), которые сделали его знаменитым. Кроме комментариев, иллюстрированный трактат предлагает толкование текста, получившее широкое распространение у архитекторов Ренессанса.